# Volkhard Wille

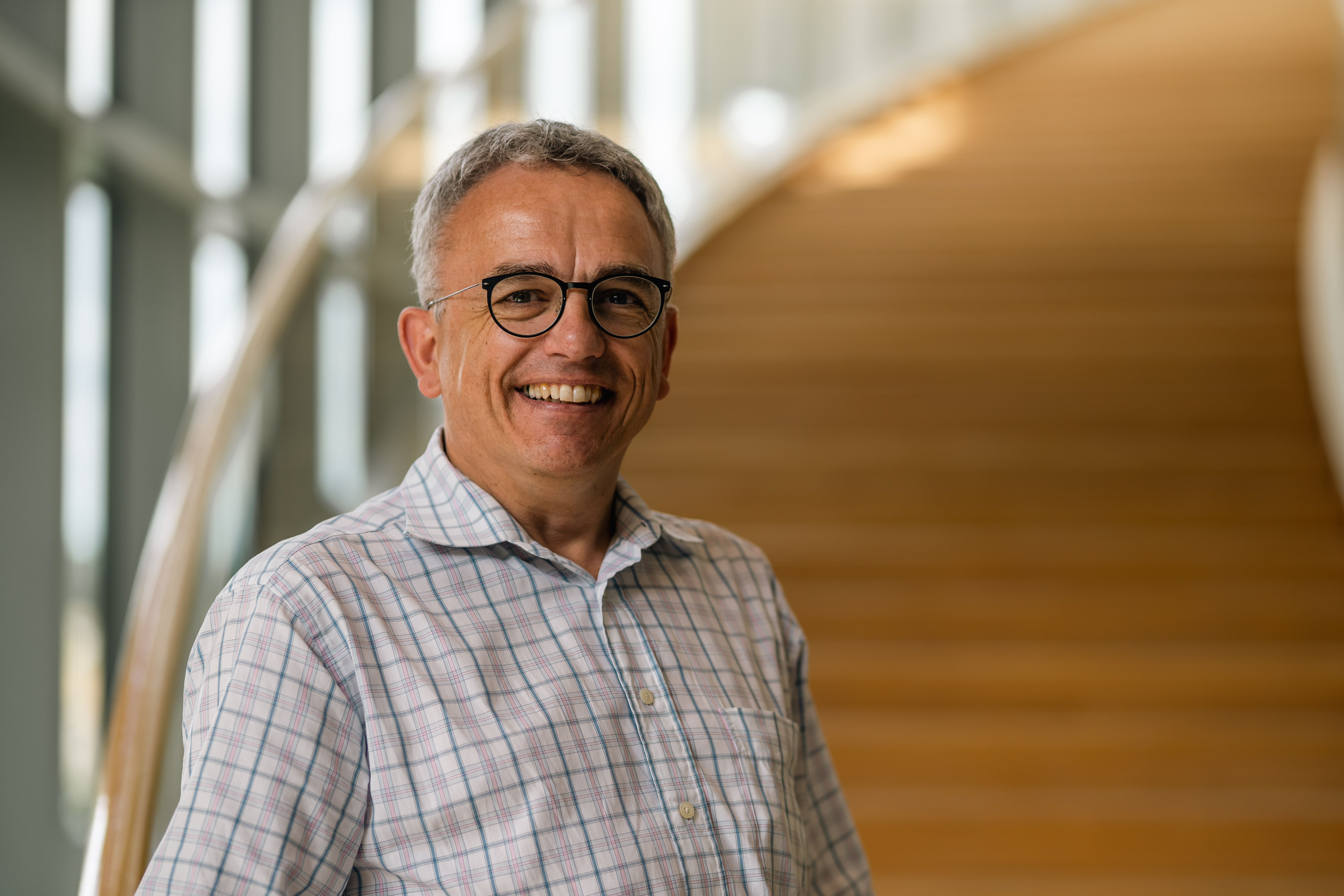
Dr. Volkhard Wille (2022)

Volkhard Wille (* 27. Mai 1967 in Emmerich am Rhein) ist ein deutscher Politiker (Bündnis 90/Die Grünen) und seit 2022 Mitglied des Landtages von Nordrhein-Westfalen.

## Leben und Beruf
Wille besuchte von 1973 bis 1977 die Christophorus-Grundschule in Kranenburg. 1987 erhielt er sein Abitur am Konrad-Adenauer-Gymnasium in Kleve. Danach absolvierte er bis Februar 1989 seinen Zivildienst bei der Naturschutzgesellschaft Schutzstation Wattenmeer in Hörnum und Keitum auf Sylt. Danach studierte er bis 1995 Biologie an der Universität Osnabrück und schloss dieses Studium als Diplom-Biologe ab. Danach promovierte er bis 2000 an der Universität Osnabrück zum Thema „Grenzen der Anpassungsfähigkeit überwinternder Wildgänse an anthropogene Nutzungen“, wobei er von 1997 bis 1999 Stipendiat der Deutschen Bundesstiftung Umwelt war.
Von 2000 bis 2001 war Wille wissenschaftlicher Mitarbeiter beim Zentrum für Umweltkommunikation bei der Deutschen Bundesstiftung Umwelt in Osnabrück. Danach war er ein Jahr lang Referent für Agrarpolitik beim Naturschutzbund Deutschland in Bonn, bevor er sieben Monate lang als Referent für Umweltprojekte bei der Nordrhein-Westfälischen Stiftung für Umwelt und Entwicklung in Bonn wurde. Von Oktober 2003 bis Juni 2004 war er Referent für die Zuschussvergabe bei der Stiftung für Umwelt und Entwicklung in Köln. Danach wechselte er als Hauptamtlicher Vorstand zur Tropenwaldstiftung OroVerde zurück nach Bonn. Bis Februar 2011 war er dort Geschäftsführer und blieb bis 2020 als Hauptamtlicher Vorstand bei der Stiftung.

## Politische Tätigkeit
Wille ist seit 2009 Mitglied von Bündnis 90/Die Grünen und war dort von 2011 bis 2013 Sprecher der NRW-Landesarbeitsgemeinschaft Finanzen. Seit 2017 ist er Sprecher der LAG Ökologie. Von 2019 bis 2021 war er Mitglied des Landesparteirates für den Kreisverband Köln. Seit Herbst 2020 ist er sachkundiger Bürger für die Grünen im Umweltausschuss des Kreistages Kleve und wurde im März 2021 als Beisitzer in den Vorstand des Ortsverbandes Kleve gewählt.
Wille erreichte bei der Landtagswahl in Nordrhein-Westfalen 2022 im Wahlkreis Kleve II 16,9 % der Erststimmen und verpasste damit das Direktmandat hinter den Kandidaten der CDU und SPD. Er zog über Platz 18 der Landesliste seiner Partei in den Landtag ein.

## Politische Positionen
Wille legt seinen Schwerpunkt auf Klimaschutz, Naturschutz, Zukunftsfähigkeit und die Zusammenarbeit mit den Niederlanden.

## Mitgliedschaften
Wille ist Mitglied beim Bund für Umwelt und Naturschutz Deutschland, der Deutschen Umwelthilfe und der Nordrhein-Westfälischen Ornithologengesellschaft.
Beim Naturschutzbund Deutschland ist er seit 1988 ehrenamtliche Aufbauleitung und Vorsitzender der NABU-Naturschutzstation Niederrhein in Kleve. Seit 2020 ist er auch deren Aufsichtsratsvorsitzender, nachdem er bereits von 1992 bis 2001 stellvertretender Landesvorsitzender der NABU NRW war.
Von 1994 bis 2013 war er stellvertretender Vorsitzender des Dachverbands Biologischer Stationen Nordrhein-Westfalen. Von 2017 bis 2021 war er Vorstandsmitglied der NRW-Stiftung für Naturschutz, Heimat und Kulturpflege.

## Privates
Wille ist verheiratet und lebt in Kleve.